# 歸元棋
歸元棋（Retsami），是英國前大律師John Wildsmith在2006年推出的兩人棋類，有舉辦比賽。

## 棋具
- 9*9方格棋盤，以A1格為起點、E5格為終點，將棋盤劃為逆時鐘漩渦狀。A1、B1、C1、D1、E1、F1、G1、H1、I1，此九格稱為出發區。

- 每方各四枚棋子，以顏色區分敵我。

## 規則
- 初始排列所有棋子先交錯放於出發區，先行方放於B1、D1、F1、H1；後行方放於A1、C1、E1、G1。

- 每方回合輪流行以下動作之一：
  - 一己棋沿逆時鐘漩渦狀途徑朝終點前進，格數不限，不得越子，最多能直角轉彎一次。
  - 若有敵棋需比己棋更近終點，則後者可朝八方之一移動任意格至該敵棋處，格數不限，不得越子，並將該敵棋移回原有者手中。
  - 放一枚己棋於出發區的空格。

- 先有一枚己棋抵達終點獲勝。

## 外部連結
- 遊戲介紹 （页面存档备份，存于）
- 遊戲下載